# Royal Standard de Liège 1999-2000
Questa voce raccoglie le informazioni riguardanti il Royal Standard de Liège nelle competizioni ufficiali della stagione 1999-2000.

## Rosa
| N. |                        | Ruolo | Calciatore        |
| -- | ---------------------- | ----- | ----------------- |
| 1  | Croazia (bandiera)     | P     | Vedran Runje      |
| 2  | Belgio (bandiera)      | C     | Didier Ernst      |
| 3  | Belgio (bandiera)      | D     | Daniel Van Buyten |
| 4  | Ghana (bandiera)       | D     | George Blay       |
| 5  | Argentina (bandiera)   | D     | Ariel Graña       |
| 6  | Belgio (bandiera)      | C     | Roberto Bisconti  |
| 7  | Lussemburgo (bandiera) | C     | Guy Hellers       |
| 7  | Belgio (bandiera)      | D     | David Brocken     |
| 8  | Belgio (bandiera)      | A     | Frédéric Pierre   |
| 9  | Belgio (bandiera)      | A     | Mbo Mpenza        |
| 9  | Belgio (bandiera)      | A     | Michaël Goossens  |
| 10 | Marocco (bandiera)     | D     | Mustapha Oussalah |
| 11 | Belgio (bandiera)      | A     | Émile Mpenza      |
| 11 | Portogallo (bandiera)  | D     | Dimas             |
| 12 | Belgio (bandiera)      | C     | Gauthier Remacle  |
| 14 | Belgio (bandiera)      | C     | Emmanuel Godfroid |

| N. |                         | Ruolo | Calciatore        |
| -- | ----------------------- | ----- | ----------------- |
| 15 | Nigeria (bandiera)      | D     | Rabiu Afolabi     |
| 16 | Belgio (bandiera)       | C     | Bernd Thijs       |
| 17 | RD del Congo (bandiera) | A     | Ali Lukunku       |
| 18 | Belgio (bandiera)       | P     | Dimitri Habran    |
| 19 | Croazia (bandiera)      | D     | Ivica Mornar      |
| 20 | Belgio (bandiera)       | D     | Laurent Wuillot   |
| 21 | Francia (bandiera)      | C     | Pascal Dias       |
| 22 | Egitto (bandiera)       | A     | Mohamed El Yamani |
| 23 | Romania (bandiera)      | D     | Liviu Ciobotariu  |
| 24 | Romania (bandiera)      | D     | Tibor Selymes     |
| 25 | Croazia (bandiera)      | P     | Filip Šušnjara    |
| 26 | Nigeria (bandiera)      | D     | Joseph Enakarhire |
| 27 | Lussemburgo (bandiera)  | C     | René Peters       |
| 32 | Nigeria (bandiera)      | D     | Joseph Yobo       |
| 33 | Turchia (bandiera)      | D     | Önder Turacı      |